# فرودگاه یانگ
فرودگاه یانگ (به انگلیسی: Young Airport) یک فرودگاه همگانی با کد یاتا NGA است که یک باند فرود آسفالت دارد و طول باند آن ۱۲۲۰ متر است. این فرودگاه در کشور استرالیا قرار دارد و در ارتفاع ۳۸۶ متری از سطح دریا واقع شده است.